# Rusești (Fehér megye)
Rusești falu Romániában, Erdélyben, Fehér megyében. Közigazgatásilag Fehérvölgy községhez tartozik.
Az 1956-os népszámlálás előtt Cionești része volt. 1956-ban 115, 1966-ban 97, 1977-ben 79, 1992-ben 71, 2002-ben 68 román lakosa volt.
A faluban található az újonnan épült Szentháromság ortodox kolostor.
A halottak napját nem november 1-jén tartják – mint azt más román falvakban katolikus hatásra teszik – hanem Lázár szombatján.